# Calci

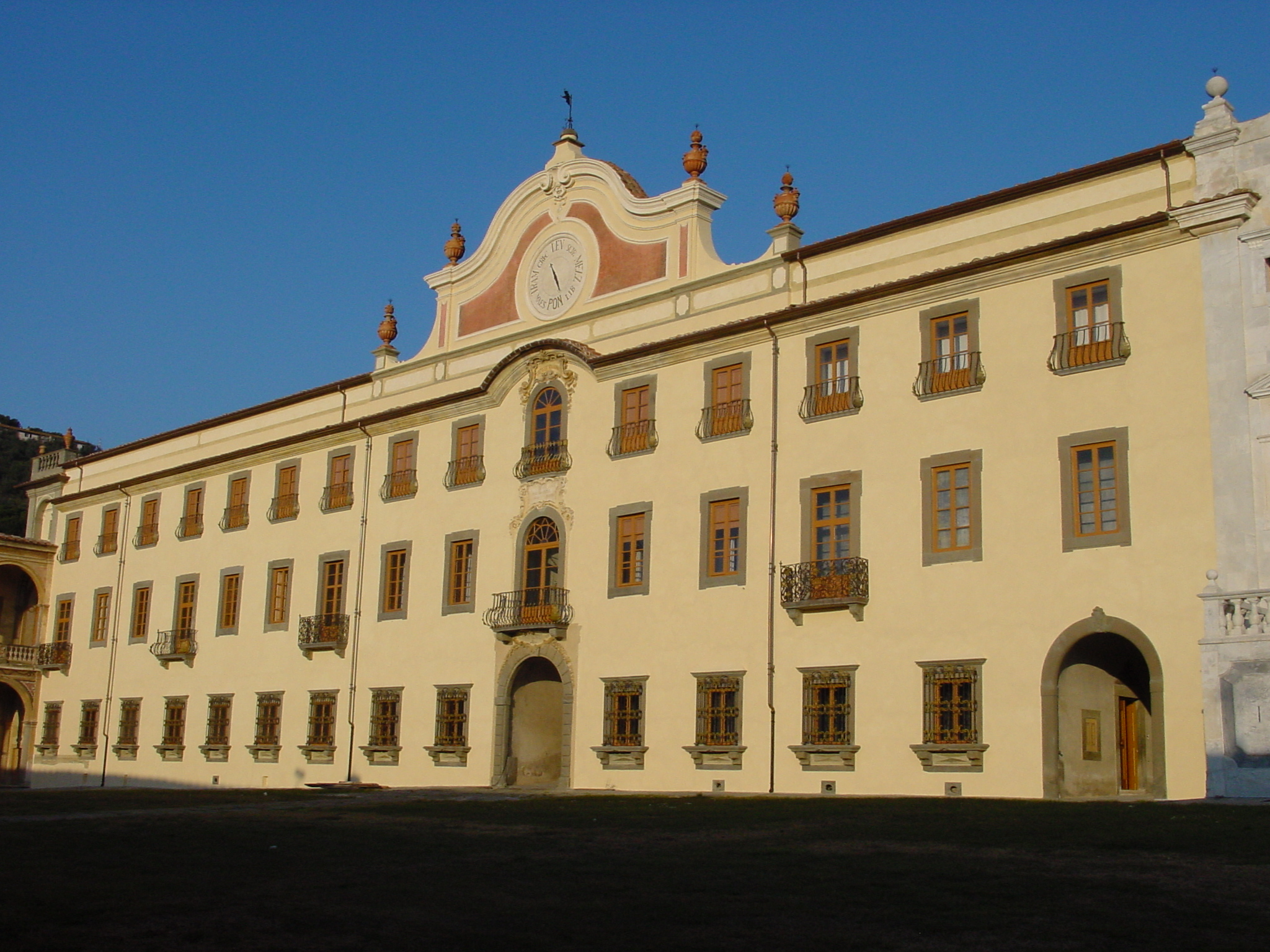
Certosa di Calci lub Certosa di Pisa

Calci – miejscowość i gmina we Włoszech, w regionie Toskania, w prowincji Piza. Według danych na rok 2004 gminę zamieszkiwało 5840 osób, 233,6 os./km².

## Zabytki i atrakcje turystyczne
- dawny klasztor Kartuzów (wł. Certosa di Calci) mieszczący aktualnie Muzeum Historii Naturalnej Uniwersytetu w Pizie